# Guillaume Philibert Duhesme

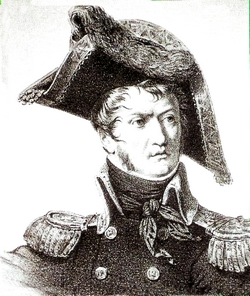
Guillaume Philibert Duhesme

Guillaume Philibert Duhesme (Mercurey, 7 juli 1766 - Genepiën nabij Waterloo, 20 juni 1815) was een Franse generaal gedurende de Coalitieoorlogen.

## Biografie

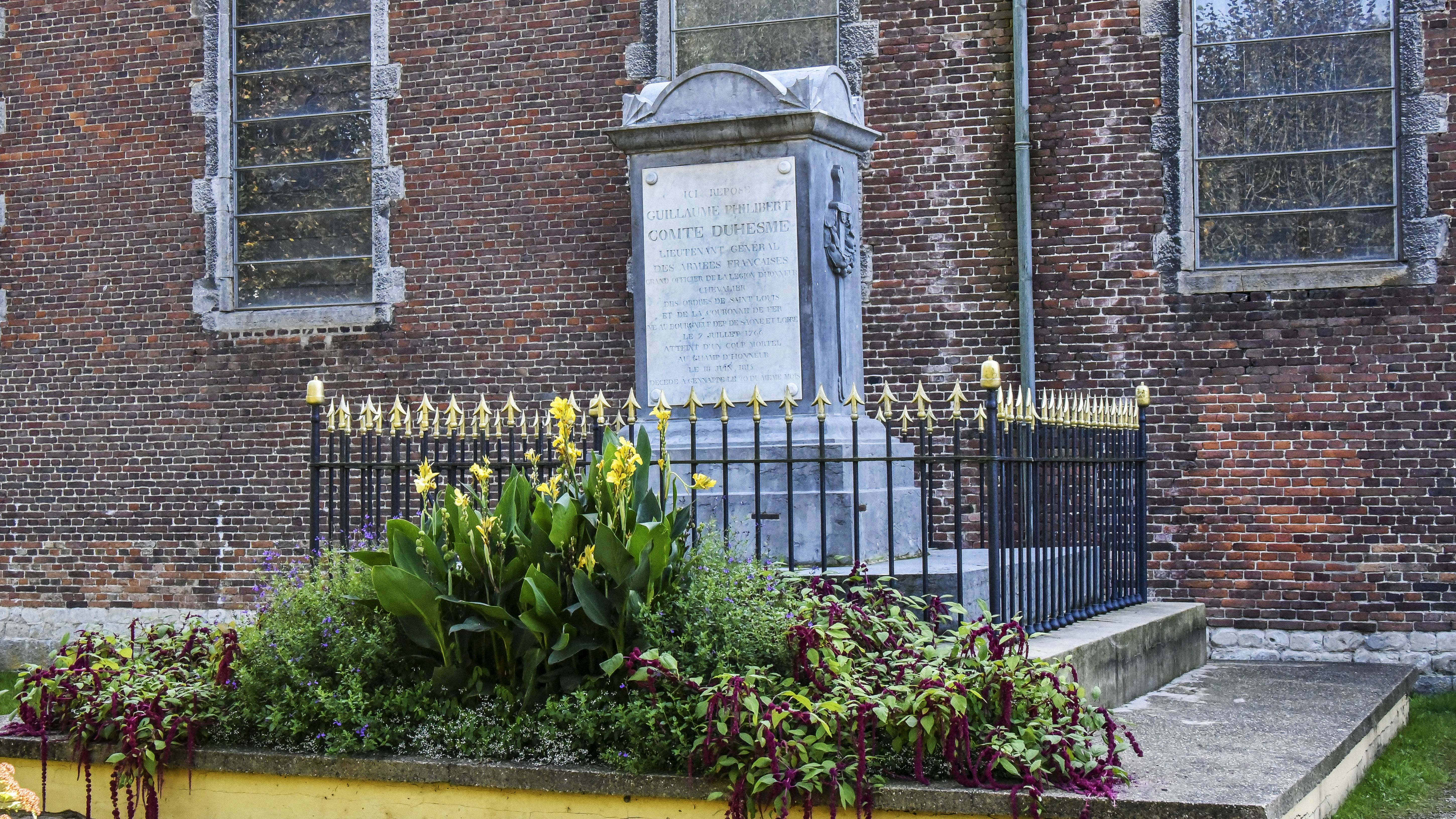
Mausoleum Guillaume Philibert Duhesme

Guillaume Philibert Duhesme studeerde rechten en verkreeg in 1792 de rang van kolonel van Charles-François Dumouriez. Tevens verkreeg hij het commando over de plaats Herstal en streed hij aan Dumouriez zijde tijdens de slag bij Neerwinden. In 1794 was hij plaatsvervanger van Kléber tijdens het beleg van Maastricht.  In 1798 werd hij overgeplaatst naar Italië en diende daar onder andere onder Louis Henri Loison.
Na de invoering van het Eerste Franse Keizerrijk werd Duhesme benoemd in het Franse Legioen van Eer en verkreeg hij de titel van comte de l'Empire (graaf). In 1808 werd hij met een leger naar Spanje gestuurd en wist Barcelona te veroveren. Na beschuldigingen van maarschalk Pierre François Charles Augereau werd Duhesme teruggeroepen naar Frankrijk. Toch volgde in 1813 de benoeming tot gouverneur van Kehl. Na de eerste verbanning van Napoleon werd hij benoemd tot generaal van de infanterie. Toen Napoleon Bonaparte in 1815 terugkeerde benoemde de keizer Duhesme commandant van de Keizerlijke Garde. Hij raakte dodelijk verwond tijdens de slag bij Waterloo en overleed in de Auberge du Roy d'Espagne in Genepiën nabij Waterloo.